# Roger de Bellegarde
Pour les articles homonymes, voir Bellegarde.
Roger II de Saint-Lary de Bellegarde, né le 10 décembre 1562 ou le 10 janvier 1563 et mort à Paris le 13 juillet 1646, fut un favori des rois Henri III et Henri IV.

## Biographie
Fils du gouverneur militaire de Metz Jean de Saint-Lary (†1586) et de Jeanne/Anne de Villemur (issue des vicomtes de Villemur d'avant 1229, branche ariégeoise des sires/barons de St-Paul et Pailhès, seigneurs de Montbrun), il est le neveu de Roger de Saint-Lary de Bellegarde (né v. 1526-† 1579 ; voir à son nom pour des indications généalogiques et la localisation des fiefs de famille : Bellegarde et Saint-Lary), favori d'Henri III. Son cousin germain, le duc d'Epernon, l'introduisit auprès d'Henri III. 
Il fait partie des catholiques ayant suivi Henri IV à la mort d'Henri III, le seconde vaillamment pendant la guerre civile et est comblé de faveurs (dont la charge de Grand écuyer de France en 1605). En novembre 1590, le siège de Paris s'étirant en longueur[réf. nécessaire], Roger de Bellegarde présente sa maîtresse Gabrielle d'Estrées à Henri IV, qui en fait sa favorite. Bellegarde épouse en 1596 Anne de Bueil (†1631 ; petite-fille maternelle de Louis, comte de Sancerre). Henri IV le nomme gouverneur de Bourgogne en 1602 après la conspiration du duc de Biron, précédent gouverneur.
Par lettres patentes de septembre 1619 et d'octobre 1620, avec enregistrement aux Parlements de Paris (octobre 1619) et de Dijon (décembre 1620), suivis de l'érection du duché-pairie le 4 janvier 1621, Louis XIII le fait duc et pair de Bellegarde (à Seurre, terre acquise en 1609 et dont il était marquis depuis 1611 : cf. Société d'Histoire de Beaune, 1883, p. 126) ; puis Louis XIV, par lettres patentes de décembre 1645/janvier 1646 enregistrées en juillet 1646, transfère le duché-pairie à Choisy/Soisy-aux-Loges (d'après Père Anselme), la terre de Seurre étant cédée au prince de Condé Henri II. 
Mais, ayant rejoint le parti de Gaston d'Orléans et du duc de Montmorency, Bellegarde est déchu de ses titres et biens par arrêté du 15 octobre 1631, et ne doit son salut et la restitution de ses possessions qu'au pardon du cardinal de Richelieu (1632). Il meurt en 1646, à 83 ans, sans postérité.